# TSP탐사
TSP(Tunnel Seismic Prediction)탐사는 시공중인 터널 내부에 소량의 화약에 의하여 탄성파를 발생시켜 막장전방 200~300m 범위내의 불연속면으로부터 반사된 신호를 분석함으로써 특이지층대의 3차원적 위치와 암반강도 등을 파악하는 탄성파 탐사법이다.

3d 해석이라 해석이 용이하고 예측의 정확성이 높다
측정시간이 1.5시간이라 작업장정지의 최소화로 작업손실이 최소화 된다.